# Setor de Normatização das Telecomunicações
O Setor de Normatização das Telecomunicações (em inglês:  Telecommunication Standardization Sector, ITU-T) é uma área da União Internacional de Telecomunicações (ITU) responsável por coordenar padronizações relacionadas a telecomunicações.
No presente, o ITU-T é uma agência intergovernamental que congrega mais de 700 organizações públicas e privadas de 191 países.
Baseado em Genebra na Suíça, o ITU-T surgiu em 1947 como um comitê especializado da Organização das Nações Unidas (ONU). Em 1956 esse comitê ganhou status de organização, passando a ser denominado, em francês:  Comité consultatif international téléphonique et télégraphique (CCITT). Em 1993, passou a ter a designação corrente, ITU-T.
O ITU-T cria recomendações que, após aprovadas pelos membros, são empregadas como referência para o desenvolvimento de soluções tecnológicas envolvendo redes e telecomunicações.
As recomendações do CCITT tem designações como X400, X500, X700, etc.